# Scherm-Oscar
De Scherm-Oscars zijn jaarlijkse sportprijzen voor de beste schermers die sinds 2006 worden uitgereikt.

## Instelling
Deze prijzen worden jaarlijks uitgereikt aan Nederlandse schermers, schermleraren en schermverenigingen die volgens een onafhankelijke keuzecommissie "een uitstekende of bijzondere schermprestatie hebben geleverd."
De uitreiking geschiedt in acht categorieën:
- carrière Scherm-oscar
- beste mannelijke schermer
- beste vrouwelijke schermer
- beste vereniging/team
- beste trainer/coach
- talent van het jaar
- veteraan van het jaar
- rolstoelschermer van jaar

In 2006 werd er één Oscar uitgereikt.

## Kwalificatie
Medaillewinnaars tijdens de Olympische Spelen, Europese Kampioenschappen en Wereldkampioenschappen zijn automatisch genomineerd voor de eerstvolgende uitreiking. Tevens kunnen individuele schermers en schermverenigingen die aangesloten zijn bij de K.N.A.S. gemotiveerde nominaties indienen. Per categorie kan per persoon slechts één schermer of vereniging genomineerd worden.
De onafhankelijke Keuzecommissie Scherm-Oscars bepaalt na sluiting van de nominatietermijn de uiteindelijke winnaar per categorie. Deze commissie bestaat uit een groep deskundigen in de schermwereld.

## Winnaars
| Jaar | Carrière             | Mannelijke Schermer | Vrouwelijke Schermer            | Vereniging/Team         | Trainer/Coach      | Veteraan             | Talent             | Rolstoelschermer    |
| ---- | -------------------- | ------------------- | ------------------------------- | ----------------------- | ------------------ | -------------------- | ------------------ | ------------------- |
| 2006 | niet uitgereikt      | niet uitgereikt     | Saskia Loretta van Erven Garcia | niet uitgereikt         | niet uitgereikt    | niet uitgereikt      | niet uitgereikt    | niet uitgereikt     |
| 2007 | Mê Kasper Kardolus   | Bas Verwijlen       | Sonja Tol                       | Zaal Kardolus           | Mê Roel Verwijlen  | Oscar Kardolus       | Jamie van Dongeren | niet uitgereikt     |
| 2008 | Mê Cor van der Valk  | Bas Verwijlen       | Indra Angad-Gaur                | SchermCentrum Amsterdam | niet uitgereikt    | Bep van der Pol      | Gerben Engelen     | niet uitgereikt     |
| 2009 | Mê Ad Mol            | Arwin Kardolus      | Sonja Tol                       | Scaramouche             | Mê Martin Ariaans  | Gerrit Beekhuizen    | Kayli Hensen       | niet uitgereikt     |
| 2010 | Mê Ger Visser        | Stéphane Ganeff     | niet uitgereikt                 | Zaal Kardolus           | Mê Kasper Kardolus | Stéphane Ganeff      | Nathan Kulhanek    | niet uitgereikt     |
| 2011 | Mê Cock Peeks        | Bas Verwijlen       | Saskia Loretta van Erven Garcia | Schermclub Den Bosch    | Mê Roel Verwijlen  | Mieke de Graaf-Stoel | Tristan Tulen      | niet uitgereikt     |
| 2012 | Mê Ruud van Oeveren  | Bas Verwijlen       | Saskia Loretta van Erven Garcia | Schermclub Den Bosch    | Mê Roel Verwijlen  | Hans Rijsenbrij      | Carmel Tulen       | niet uitgereikt     |
| 2013 | Mê Theo van Leeuwen  | Tristan Tulen       | niet uitgereikt                 | Schermclub Den Bosch    | Mê Matthijs Rohlfs | Aleh Pimenau         | Randy Postma       | Elke van Achterberg |
| 2014 | Mê Bert van den Berg | niet uitgereikt     | niet uitgereikt                 | Schermclub Den Bosch    | niet uitgereikt    | Aleh Pimenau         | Daniel Giacon      | Elke van Achterberg |
| 2015 | Pernette Osinga      | Bas Verwijlen       | Eline Rentier                   | niet uitgereikt         | Mê Jeroen Divendal | Rezk Nawar           | Job de Ruiter      | Elke van Achterberg |
| 2016 | niet uitgereikt      | Daniël Giacon       | niet uitgereikt                 | niet uitgereikt         |                    | Paul van den Berg    | Marleen Buitenhuis | Birhan Ügur         |